# Ahmet Dakli
Ahmet Dakli (nevének ejtése ahmɛt dakli; Ilibaszan, 1879. december 15. – Elbasan, 1947. november 2.) albán politikus, várospolitikus. 1921-ben rövid ideig Albánia pénzügyminisztere, 1916–1917-ben és 1937–1939-ben Elbasan, 1929–1937-ben Durrës polgármestere volt.

## Életútja
A közép-albániai Ilibaszanban (ma Elbasan) született. Miután 1895-ben szülővárosában befejezte tanulmányait, gyakornokként a város gazdasági hivatalában helyezkedett el. 1906-ig dolgozott ott, emellett a közeli Peklin (Peqin) gazdasági hivatalának is volt munkatársa. Ezt követően 1907-ben elvégzett egy könyvvizsgálói tanfolyamot Manasztirban (Bitola), ott-tartózkodása során a városi tanács a levelezési osztály vezetőjeként alkalmazta. Ezt követően visszatért szülővárosába, és ott folytatta tisztviselői pályafutását.
Dakli az Albánia függetlenné válása után, 1912 decemberében megalakult első nemzeti kormány pénzügyminisztériumának tisztviselője lett tanácsosi minőségben. 1914 derekáig maradt a pénzügyminiszter állományában, amikor földije, Aqif Elbasani továbbra is tanácsosi rangban átvette a belügyminisztériumhoz. Az Albán Fejedelemség 1914. szeptemberi összeomlása után Dakli elhagyta hazáját, és Olaszországban telepedett le. 1916-ban visszatért, és 1917-ig szülővárosát irányította polgármesterként. 1921-ben az Atdheu (’Haza’) nevű társaság alapító tagja volt. Pandeli Evangjeli 1921. október 16-án megalakított koalíciós kormányában elvállalta a pénzügyminiszteri posztot. A kabinet ellehetetlenülése miatt később posztjáról lemondott, de 1921 decemberében további két kérészéletű kormányban vállalta a pénzügyminiszteri feladatokat. Ezt követően visszatért Elbasanba, ahol az Ura e Shkumbinit (’Híd a Shkumbinon’) című folyóirat alapító szerkesztője lett, emellett „Le A Bégekkel, Le a Pasákkal” (As me beun as me pashën) néven megszervezte a város ellenzéki, Amet Zogu-ellenes politikai csoportosulását.
Miután Zogu 1924 decemberében konszolidálta a hatalmát, Dakli ismét külföldre távozott, és a következő öt évben előbb Bécsben, majd Zárában élt. 1929 márciusában tért haza, és a következő nyolc évben Durrës, majd 1937-től 1939-ig – húsz év elteltével ismét – Elbasan polgármestere volt.
Albánia 1939. áprilisi olasz megszállását követően, 1940-ben az olasz hatóságok mint antifasisztát internálták. Olaszország kapitulációja és Albánia német megszállása után, 1943 őszén az albán nemzetgyűlés képviselője lett. A második világháborút követően a kommunista hatóságok zaklatásainak volt kitéve, 1947. november 2-án az öngyilkosságba menekült.
Engjëll Dakli (1955–) politikus nagyapja.